# Красная Звезда (Чернский район)
Красная Звезда — поселок в Чернском районе Тульской области в составе Липицкого сельского поселения.

## География
Находится в юго-западной части Тульской области на расстоянии приблизительно 12 км на юго-восток по прямой от поселка Чернь, административного центра района.

## История
В 1926 году здесь было отмечено 17 дворов, в конце 1930-х годов — 22.

## Население
Постоянное население составляло 99 человек (1926 год), 3 (русские 100 %) в 2002 году, 2 в 2010.